# 구로베 데루아키
구로베 데루아키(일본어: 黒部 光昭, 1978년 3월 6일 ~ )는 일본의 전 축구 선수이다.

## 구단 경력
2000년 J1리그의 교토 퍼플 상가에 입단했다. 2004년까지 138경기에 출전하여, 62득점을 넣었다. 2002년에 천황배 우승을 차지했다. 2005년부터 2007년까지 세레소 오사카, 우라와 레즈, 제프 유나이티드 지바에서 뛰었다. 2008년 J2리그의 아비스파 후쿠오카로 이적했다. 2010년 카탈레 도야마로 이적했다.

## 국가대표팀 경력
그는 2003년 3월 28일 우루과이과의 경기에서 일본 국가대표팀에 데뷔했다. 2003년 동아시아 축구 선수권 대회에도 출전했다. 그는 2004년까지 국제 A매치 통산 4경기에 출전했다.

## 통계
| 일본 | 일본 | 일본 |
| 연도 | 출전 | 득점 |
| ---- | ---- | ---- |
| 2003 | 3    | 0    |
| 2004 | 1    | 0    |
| 통산 | 4    | 0    |